# Saint-Germain-du-Puch
 Saint-Germain-du-Puch  es una población y comuna francesa, situada en la región de Aquitania, departamento de Gironda, en el distrito de Libourne y cantón de Branne.

## Demografía
| 1271 | 1281 | 1395 | 1615 | 1813 | 1982 |
| Para los censos de 1962 a 1999 la población legal corresponde a la población sin duplicidades (Fuente: INSEE [Consultar]) |      |      |      |      |      |